# Natalie Neidhart
Natalie "Nattie" Katherine Neidhart (Calgary, 27 de maig del 1982 -), més coneguda al ring com a Natalya és una lluitadora professional estatunidenca que treballa a la marca SmackDown! de la World Wrestling Entertainment (WWE).